# ラース・シュティンドル
ラース・シュティンドル（Lars Stindl、1988年8月26日 - ）は、西ドイツ・シュパイアー出身の元サッカー選手。元ドイツ代表。現役時代のポジションはフォワード。

## 経歴

### クラブ
2000年にカールスルーエSCのユースチームへ加入し、2007年にカールスルーエのトップチームへ昇格。
2010年、ハノーファー96へ移籍。2014-2015シーズンはハノーファーのキャプテンを務めた。
バイエル・レバークーゼンが獲得に興味を示していたが、2015年、ボルシアMGへ移籍。契約期間は2020年まで。
2023年4月28日、カールスルーエに復帰した。
2024年3月28日、シーズン終了後に現役を引退することを表明した。

### 代表
2017年5月、ロシアで開催されるFIFAコンフェデレーションズカップ2017のドイツ代表メンバーに選出された。6月6日のデンマークとの親善試合にフル出場しA代表デビュー。コンフェデレーションズカップ初戦のオーストラリア戦で代表初得点を挙げた。
決勝のチリ戦でも先制点を決め、ドイツの同大会初優勝に貢献した。

## タイトル

### 代表
- FIFAコンフェデレーションズカップ：2017

### 個人
- FIFAコンフェデレーションズカップ2017・シルバーシューズ（2017年）

## 代表歴

### 出場大会
- ドイツ代表
  - 2017年 - FIFAコンフェデレーションズカップ（優勝）

### 試合数
- 国際Aマッチ 11試合 4得点（2017年 - 2018年）

| ドイツ代表 | 国際Aマッチ | 国際Aマッチ |
| 年         | 出場        | 得点        |
| ---------- | ----------- | ----------- |
| 2017       | 10          | 4           |
| 2018       | 1           | 0           |
| 通算       | 11          | 4           |

### 代表での得点
| #  | 開催日         | 開催地                                                 | 対戦国         | スコア | 結果 | 大会                                     |
| -- | -------------- | ------------------------------------------------------ | -------------- | ------ | ---- | ---------------------------------------- |
| 1  | 2017年6月19日  | ソチ、オリンピックスタジアム                           | オーストラリア | 0–1    | 2–3  | FIFAコンフェデレーションズカップ2017     |
| 2  | 2017年6月23日  | カザン、カザン・アリーナ                               | チリ           | 1–1    | 1–1  | FIFAコンフェデレーションズカップ2017     |
| 3  | 2017年7月2日   | サンクトペテルブルク、サンクトペテルブルク・スタジアム | チリ           | 0–1    | 0–1  | FIFAコンフェデレーションズカップ2017決勝 |
| 4. | 2017年11月14日 | ケルン、ラインエネルギーシュタディオン                 | フランス       | 2–2    | 2–2  | 親善試合                                 |